# Rosasza
Rososza [pronunciación en polaco: /rɔˈsɔʂa/] es un pueblo ubicado en el distrito administrativo de Gmina Sędziejowice, dentro del condado de Łask, Voivodato de Łódź, en el centro de Polonia. Se encuentra a unos 5 kilómetros al noreste de Sędziejowice, a 6 kilómetros al suroeste de Łask, y a 38 kilómetros al suroeste de la capital regional Łódź.